# پم دابر
پم دابر (انگلیسی: Pam Dawber؛ زادهٔ ۱۸ اکتبر ۱۹۵۰) یک هنرپیشه اهل ایالات متحده آمریکا است. وی از سال ۱۹۷۸ میلادی تاکنون مشغول فعالیت بوده‌است.
از فیلم‌ها یا مجموعه‌های تلویزیونی که وی در آن‌ها نقش داشته است، می‌توان به خیال باطل اشاره نمود.